# Eishockey-Bundesliga 1982/83
Die Saison 1982/83 der Eishockey-Bundesliga war die 25. Spielzeit der höchsten deutschen Eishockeyspielklasse. Deutscher Meister wurde der EV Landshut, der damit seinen zweiten Meistertitel gewann, nachdem er in der Vorsaison noch als Sieger der Hauptrunde in den Play-offs gescheitert war. Die Bayern besiegten dabei in vier Finalspielen den Mannheimer ERC, der damit zum zweiten Mal in Folge die Vizemeisterschaft gewann.

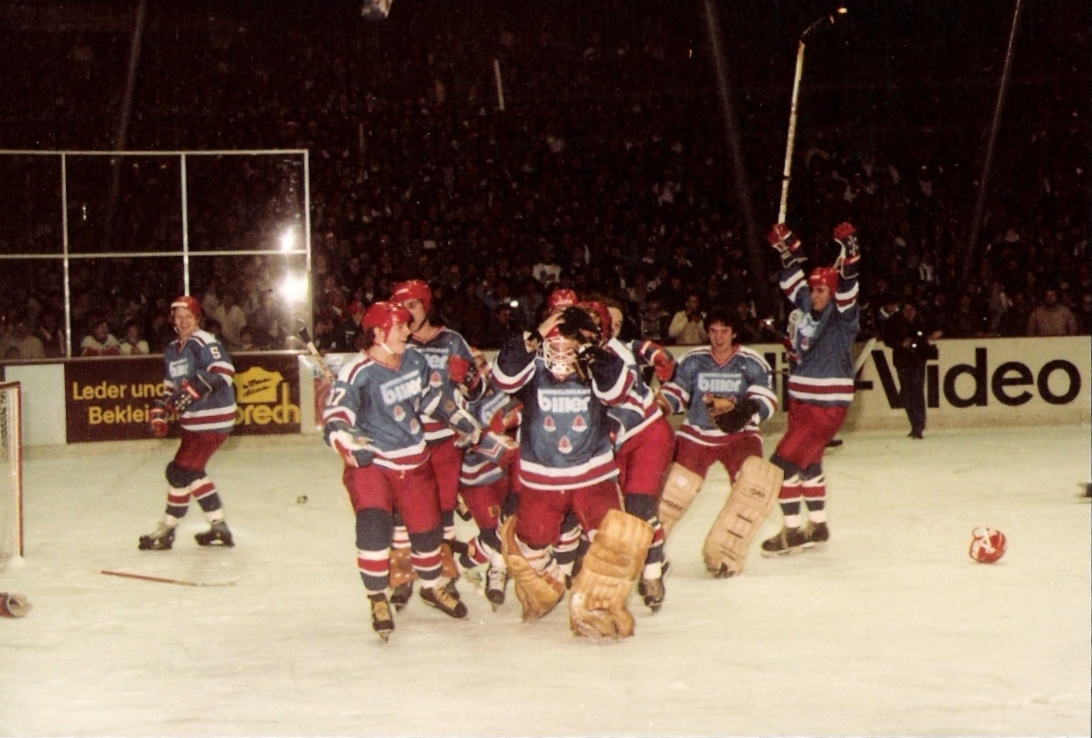
Der EV Landshut nach dem Gewinn der Meisterschaft in Mannheim.

Der 16-malige Deutsche Meister EV Füssen musste hingegen nach einem dritten Platz in der Relegationsrunde in die 2. Bundesliga absteigen, der Platz wurde von Zweitligameister ERC Freiburg eingenommen. Der ECD Iserlohn sicherte hingegen in der Relegationsrunde den Klassenerhalt.

## Voraussetzungen

### Teilnehmer
Folgende zehn Vereine nehmen an der Eishockey-Bundesliga 1982/83 teil (alphabetische Sortierung mit Vorjahresplatzierung):
| Klub             | Standort               | Vorjahr    | Play-offs           |
| ---------------- | ---------------------- | ---------- | ------------------- |
| Düsseldorfer EG  | Düsseldorf             | 8.         | Viertelfinale       |
| EV Füssen        | Füssen                 | 10.        | Relegation 1. Platz |
| ECD Iserlohn     | Iserlohn               | Aufsteiger | –                   |
| ESV Kaufbeuren   | Kaufbeuren             | 6.         | Viertelfinale       |
| Kölner EC        | Köln                   | 2.         | Halbfinale 3. Platz |
| EV Landshut      | Landshut               | 1.         | Halbfinale 4. Platz |
| Mannheimer ERC   | Mannheim               | 3.         | Finale              |
| SC Riessersee    | Garmisch-Partenkirchen | 4.         | Viertelfinale       |
| SB Rosenheim     | Rosenheim              | 5.         | Deutscher Meister   |
| Schwenninger ERC | Schwenningen           | 9.         | Relegation 2. Platz |

### Modus
Im Vergleich zur Vorjahr gab es nur geringe Veränderungen im Ablauf. So wurden das Play-off-Halbfinale und -Finale erstmals im Modus Best-of-Five ausgespielt, die im Viertelfinale gescheiterten Mannschaften spielten ebenfalls im Play-off-System um die Plätze 5 bis 8. Gegen den Abstieg spielten der Bundesliganeunte und -zehnte mit dem Zweit- und Drittplatzierten der 2. Bundesliga eine Relegationsrunde aus, in der sich der Sieger wieder für die Erstligasaison qualifizieren konnte. Daneben stieg der Meister der 2. Bundesliga direkt auf.

### Transfers
Großen Einfluss auf die Transferaktivitäten hatte die Reduzierung der Ligagröße auf zehn Teams, einhergehend mit dem Konkurs des VfL Bad Nauheim und vor allem des Berliner Schlittschuhclub. Alleine aus Berlin wechselten Lorenz Funk senior nach Riessersee, Dieter Hoja und Hannu Koivunen nach Iserlohn, die Brüder Martin und Hermann Hinterstocker nach Düsseldorf, Matthias Hoppe und Karl Altmann nach Schwenningen sowie Mike Schmidt nach Mannheim. In Mannheim holte man dazu noch mit Bill Lochead, Thomas Barczikowski und Ralph Pöpel drei Spieler aus Bad Nauheim. Mike Zettel wechselte von den Hessen nach Düsseldorf.
In Köln verstärkte man sich mit Marcus Kuhl und Peter Ascherl aus Mannheim, dem Riesserseer Verteidiger Peter Gailer, Rick Amann aus Freiburg sowie Bill Nyrop, der von den Minnesota North Stars aus der National Hockey League kam. Aus Düsseldorf wechselten Ralph Krueger nach Schwenningen und Udo Kiessling nach Füssen. Uli Egen ging den umgekehrten Weg aus dem Allgäu an die Brehmstraße, wohin auch aus Mannheim Bob Murray und Milan Mokroš aus Vitkovice wechselten. In Rosenheim verstärkte man sich mit Ernst Höfner aus Riessersee, Manfred Ahne aus Selb und Josef Klaus aus Düsseldorf.

## Vorrunde

### Abschlusstabelle
|     | Klub             | Sp | S  | U | N  | Tore    | Punkte |
| --- | ---------------- | -- | -- | - | -- | ------- | ------ |
| 1.  | EV Landshut      | 36 | 28 | 0 | 8  | 196:121 | 56:16  |
| 2.  | Mannheimer ERC   | 36 | 26 | 3 | 7  | 185:101 | 55:17  |
| 3.  | SB Rosenheim (M) | 36 | 23 | 3 | 10 | 161:103 | 49:23  |
| 4.  | Kölner EC        | 36 | 21 | 4 | 11 | 200:138 | 46:26  |
| 5.  | Schwenninger ERC | 36 | 16 | 5 | 15 | 148:133 | 37:35  |
| 6.  | ESV Kaufbeuren   | 36 | 17 | 2 | 17 | 148:155 | 36:36  |
| 7.  | SC Riessersee    | 36 | 11 | 6 | 19 | 132:155 | 28:44  |
| 8.  | Düsseldorfer EG  | 36 | 9  | 3 | 24 | 102:185 | 21:51  |
| 9.  | ECD Iserlohn (N) | 36 | 8  | 4 | 24 | 112:178 | 20:52  |
| 10. | EV Füssen        | 36 | 5  | 2 | 29 | 97:212  | 12:60  |

Abkürzungen: Sp = Spiele, S = Siege, U = Unentschieden, N = Niederlagen, (N) = Neuling, (M) = Titelverteidiger

Erläuterungen:       = Play-offs,       = Relegationsrunde.

### Beste Scorer
| Spieler          | Team           | Spiele | Tore | Assists | Punkte |
| ---------------- | -------------- | ------ | ---- | ------- | ------ |
| Erich Kühnhackl  | EV Landshut    | 36     | 32   | 48      | 80     |
| Manfred Wolf     | Mannheimer ERC | 36     | 38   | 38      | 76     |
| Ernst Höfner     | SB Rosenheim   | 36     | 21   | 47      | 68     |
| Robin Laycock    | EV Landshut    | 36     | 26   | 39      | 65     |
| Rick Bourbonnais | SB Rosenheim   | 36     | 31   | 31      | 62     |
| Bob Laycock      | EV Landshut    | 36     | 27   | 35      | 62     |
| Helmut Steiger   | EV Landshut    | 36     | 35   | 27      | 62     |
| Gordie Clark     | SC Riessersee  | 30     | 40   | 21      | 61     |
| Bill Lochead     | Mannheimer ERC | 34     | 36   | 24      | 60     |
| Gerd Truntschka  | Kölner EC      | 30     | 17   | 40      | 57     |

### Beste Verteidiger
| Spieler         | Team                | Spiele | Tore | Assists | Punkte |
| --------------- | ------------------- | ------ | ---- | ------- | ------ |
| Mike Ford       | Kölner EC           | 36     | 9    | 26      | 35     |
| Ignaz Berndaner | SC Riessersee       | 36     | 6    | 26      | 32     |
| Udo Kießling    | Kölner EC/EV Füssen | 30     | 16   | 13      | 29     |

## Relegationsrunde
Die Relegationsrunde wurde in einer Einfachrunde ausgespielt, sodass jede Mannschaft jeweils ein Heim- und ein Auswärtsspiel gegen die übrigen Vereine bestritt.

### Abschlusstabelle
|    | Klub          | Sp | S | U | N | Tore  | Punkte |
| -- | ------------- | -- | - | - | - | ----- | ------ |
| 1. | ECD Iserlohn  | 6  | 6 | 0 | 0 | 33:15 | 12:0   |
| 2. | Duisburger SC | 6  | 3 | 0 | 3 | 30:23 | 6:6    |
| 3. | EV Füssen     | 6  | 1 | 1 | 4 | 20:28 | 3:9    |
| 4. | EC Bad Tölz   | 6  | 1 | 1 | 4 | 19:36 | 3:9    |

Abkürzungen: Sp = Spiele, S = Siege, U = Unentschieden, N = Niederlagen

Erläuterungen:       = im nächsten Jahr Bundesliga,       = im nächsten Jahr 2. Bundesliga.

## Play-offs
Sowohl das Viertelfinale als auch die Platzierungsspiele wurden im Modus „Best-of-Three“ ausgespielt. Ab dem Halbfinale traten die Mannschaften im Best-of-Five-Modus gegeneinander an.

### Viertelfinale
|                |   |                  | Serie | 1    | 2   | 3   |
| -------------- | - | ---------------- | ----- | ---- | --- | --- |
| EV Landshut    | – | Düsseldorfer EG  | 2:0   | 10:6 | 4:3 | –   |
| Mannheimer ERC | – | SC Riessersee    | 2:1   | 4:3  | 1:6 | 7:3 |
| SB Rosenheim   | – | ESV Kaufbeuren   | 2:1   | 7:5  | 4:5 | 6:1 |
| Kölner EC      | – | Schwenninger ERC | 2:1   | 7:2  | 1:3 | 5:1 |

### Platzierungsspiele

#### 1. Runde
|                  |   |                 | Serie | 1   | 2   | 3    |
| ---------------- | - | --------------- | ----- | --- | --- | ---- |
| Schwenninger ERC | – | Düsseldorfer EG | 2:1   | 4:1 | 4:6 | 11:3 |
| ESV Kaufbeuren   | – | SC Riessersee   | 2:0   | 9:6 | 3:1 | –    |

#### Spiel um Platz 7
|               |   |                 | Serie | 1   | 2   | 3 |
| ------------- | - | --------------- | ----- | --- | --- | - |
| SC Riessersee | – | Düsseldorfer EG | 2:0   | 4:2 | 6:1 | – |

#### Spiel um Platz 5
|                  |   |                | Serie | 1   | 2   | 3 |
| ---------------- | - | -------------- | ----- | --- | --- | - |
| Schwenninger ERC | – | ESV Kaufbeuren | 0:2   | 4:6 | 3:6 | – |

### Halbfinale
|                |   |              | Serie | 1   | 2    | 3   | 4             | 5 |
| -------------- | - | ------------ | ----- | --- | ---- | --- | ------------- | - |
| EV Landshut    | – | Kölner EC    | 3:1   | 5:2 | 3:13 | 6:2 | 6:3           | – |
| Mannheimer ERC | – | SB Rosenheim | 3:1   | 5:3 | 1:6  | 2:1 | 2:2 (5:4 n.P) | – |

### Spiel um Platz 3
|              |   |           | Serie | 1   | 2   | 3 |
| ------------ | - | --------- | ----- | --- | --- | - |
| SB Rosenheim | – | Kölner EC | 2:0   | 6:5 | 7:5 | – |

### Finale
|             |   |                | Serie | 1   | 2   | 3   | 4   | 5 |
| ----------- | - | -------------- | ----- | --- | --- | --- | --- | - |
| EV Landshut | – | Mannheimer ERC | 3:1   | 2:1 | 2:8 | 6:4 | 5:4 | – |

## Kader des Deutschen Meisters
| Deutscher Meister EV Landshut | Torhüter: Bernhard Englbrecht, Rupert Meister, Franz Spornraft Verteidiger: Thomas Gandorfer, Bernd Wagner, Franz Steer, Bernhard Seyller, Klaus Auhuber, Peter Weigl, Christoph Schödl, Wolfgang Oswald, Alois Schloder Angreifer: Klaus Gotsch, Gerald Riedl, Erich Kühnhackl, Bob Laycock, Robin Laycock, Michael Betz, Bernd Truntschka, Hans-Jörg Eder, Joe Wasserek, Ewald Steiger, Helmut Steiger, Alfred Weiß Cheftrainer: Karel Gut |